# Кармелска црква Светог Стјепана Краља са самостаном Госпе Кармелске
Kармелска црква Светог Стјепана Kраља са самостаном Госпе Kармелске се налазе у Сомбору, на Тргу цара Уроша. Идеја о изградњи зачета је почетком 19. века, а одлука о изградњи је донета 1828. године.
Црква је стандардна је тробродна базилика, која се градила с потешкоћама и прекидима од 1860. до 1904. године и предата на управу кармелићанима. Свој коначан облик монументалне неороманичке грађевине с два висока торња црква је добила тек у завршном раздобљу градње у периоду од 1902. до 1904. године. У цркви се налазе оргуље израђене 1926. године и биле су треће по величини на простору бивше Југославије. 
Дужина цркве је 58m, ширина 25m, унутрашња висина 19m и спољна 28,5m. Висина торњева је 73,5m.
Поред цркве 1905. године изграђен је самостан (конвикт) који са црквом чини складну архитектонску целину у стилу романтизма. 